# Мельский, Георгий Дмитриевич
Гео́ргий Дми́триевич Ме́льский (род. 21 августа 1946, Дубовые Махаринцы) — советский и украинский актёр, режиссёр, певец, заслуженный артист Украины (1994), народный артист Украины. Художественный руководитель Киевского еврейского театра-студии «Мазлтов».

## Биография
Родился 21 августа 1946 года в Дубовых Махаринцах. В детстве переехал в Киев. Окончил Киевскую музыкально-эстрадную школу (вокал, ударные инструменты) и Хабаровский институт искусств (режиссура). До 1982 года работал инженером на заводе, вечерами играя в различных ресторанах.
С 1982 года Георгий Дмитриевич Мельский, был актёром и одним из руководителей еврейской шоу группы «Фрейлехс», а в 1988 году он создал в Киеве еврейский театр «Мазлтов». В качестве режиссёра осуществлял театральные постановки в различных жанрах (драма, опера, балет, мюзикл, программы камерной музыки), а также был одним из ведущих актёров театра.
В настоящее время[когда?] живёт и работает в Нью-Йорке.

## Постановки

### Главный режиссёр
- Мистер Сковорода
- Свадебный карнавал (по мотивам спектакля З. Шнеера) «Фрейлехс»

## Музыкальные шоу

### Создатель
- «Мост к Бродскому»[2].

## Актёр
- «Тевье-молочник»
- «Венчание со смертью»
- «Ехать — значит ехать» (1992)
- «Стамбульский транзит» — Миша (1993)[3]
- «Улыбка зверя» — Па-па (1998)[3]
- «Тотализатор» (2003)[3]
- «Всё начинается с любви» (2004)[3]
- «Всё хорошо…»
- «Трудно быть Богом»
- «Всё начинается с любви» (2004)[3]
- «Отблески» — Коля (2009)[3]
- «Висяки-2» — Павел Дерябин (2009)[3]

## Кинорежиссёр
- «Беговая, 22»[4]
- «Этот удивительный Манеж»[4].

## Автор компакт-дисков
- «Фальшивая судьба»
- «Ехать, значит ехать»

## Автор видеоклипов
- «Журавли» (посвящённый памяти Бабьего Яра).

## Критика
Давид Маркиш (писатель):

…Георгий Мельский своим исполнением помогает нам погрузиться в космическую бездонность поэзии Иосифа Бродского. Это тот редчайший случай, когда положенные на музыку и спетые стихи обретают новую прекрасную жизнь.